# Garrett Klugh
Garrett Klugh (Los Ángeles, 18 de noviembre de 1974) es un deportista estadounidense que compitió en remo. Ganó tres medallas en el Campeonato Mundial de Remo entre los años 1999 y 2002.

## Palmarés internacional
| Campeonato Mundial | Campeonato Mundial      | Campeonato Mundial | Campeonato Mundial |
| Año                | Lugar                   | Medalla            | Prueba             |
| ------------------ | ----------------------- | ------------------ | ------------------ |
| 1999               | St. Catharines (Canadá) | Medalla de oro     | Cuatro con timonel |
| 2000               | Zagreb (Croacia)        | Medalla de plata   | Cuatro con timonel |
| 2002               | Sevilla (España)        | Medalla de bronce  | Ocho con timonel   |